# Борисово (Дмитровський міський округ)
Бори́сово (рос. Борисово) — село у складі Дмитровського міського округу Московської області, Росія.

## Історія
У 1563 році село Борисово належало Чудову монастирю.

## Населення
Населення — 267 осіб (2010; 285 у 2002).
Національний склад (станом на 2002 рік):
- росіяни — 93 %